# Oslomej
Oslomej (Macedonisch: Осломеј; Albanees: Osllomeji) is een voormalige gemeente in Noord-Macedonië.
Oslomej telde 10.420 inwoners in 2002. De oppervlakte bedroeg 121,09 km², de bevolkingsdichtheid is 86,1 inwoners per km².
In 2013 werd de gemeente opgeheven en opgenomen in de gemeente Kičevo.